# Heinrich Vogeler
Johann Heinrich Vogeler, född 12 december 1872 i Bremen, död 14 juni 1942 på kolchosen Budjonny vid Kornejevka, Karagandinskaja oblast, Kazakstan, Sovjetunionen, var en tysk konstnär och arkitekt.

## Liv och verk
Heinrich Vogeler studerade måleri vid Kunstakademie Düsseldorf och gjorde studieresor till Belgien och Italien. Han blev centralgestalt i konstnärskolonin i Worpswede, där han bosatte sig 1894. Året därpå köpte han ett hus där, vilket fick namnet Barkenhoff, och 1901 gifte han sig med Martha Schröder.
I Worpswede var han verksam som både målare, arkitekt och inom olika grenar av konstslöjd. Bland hans målningar finns stämningsmotiv som Mitt hus, Sommarafton, Juninatt, Majmorgon, men även Bebådelsen och romantiska ämnen och sagomotiv, ofta av fantasifull drömkaraktär, som till exempel Melusina. I dekorativ stil utförde han bland annat Konstnärens hustru och vänner samlade utanför hans hus. Han gjorde intima etsningar, till exempel serien An der Frühling, liksom bokillustrationer i jugendstil.
I Worpswede startade han och hans bror Franz 1908 Worpsweder Werkstätte, där de tillverkade konsthantverk och bruksföremål för hushåll. Han utförde även arbeten inom såväl yttre som inre arkitektur, byggde bangårdar i Worpswede och Osterholz och gjorde inredningsarbeten i rådhuset i Bremen. Han intog genom sin mångsidiga och praktiska läggning en särställning bland konstnärerna av Worpswedeskolan och med tiden uttryckte han genom sina målningar sympati för arbetarklassen.
Han anmälde sig 1914 som frivillig till militärtjänst i första världskriget och sändes året därpå till östfronten. Efter att ha gjort en skriftlig vädjan om fred till kejsaren Vilhelm II av Tyskland var han en kort tid intagen på sinnessjukhuset i Bremen och frikallades därefter från militärtjänst. Efter kriget blev han pacifist och medlem av Tysklands kommunistiska parti. Han skilde sig från sin fru Martha. Hans konst fick nu ett allt större politiskt innehåll och 1931 emigrerade han och hans andra fru, Sonja Marchlewska, till Sovjetunionen. Han deporterades 1941 till Kazakstan av tyska trupper och avled där 1942.
Hans bok Reise durch Rußland: die Geburt des neue Menschen brändes av nationalsocialister under de landsomfattande bokbålen i Nazityskland 1933. Vogeler är representerad vid bland annat Göteborgs konstmuseum.

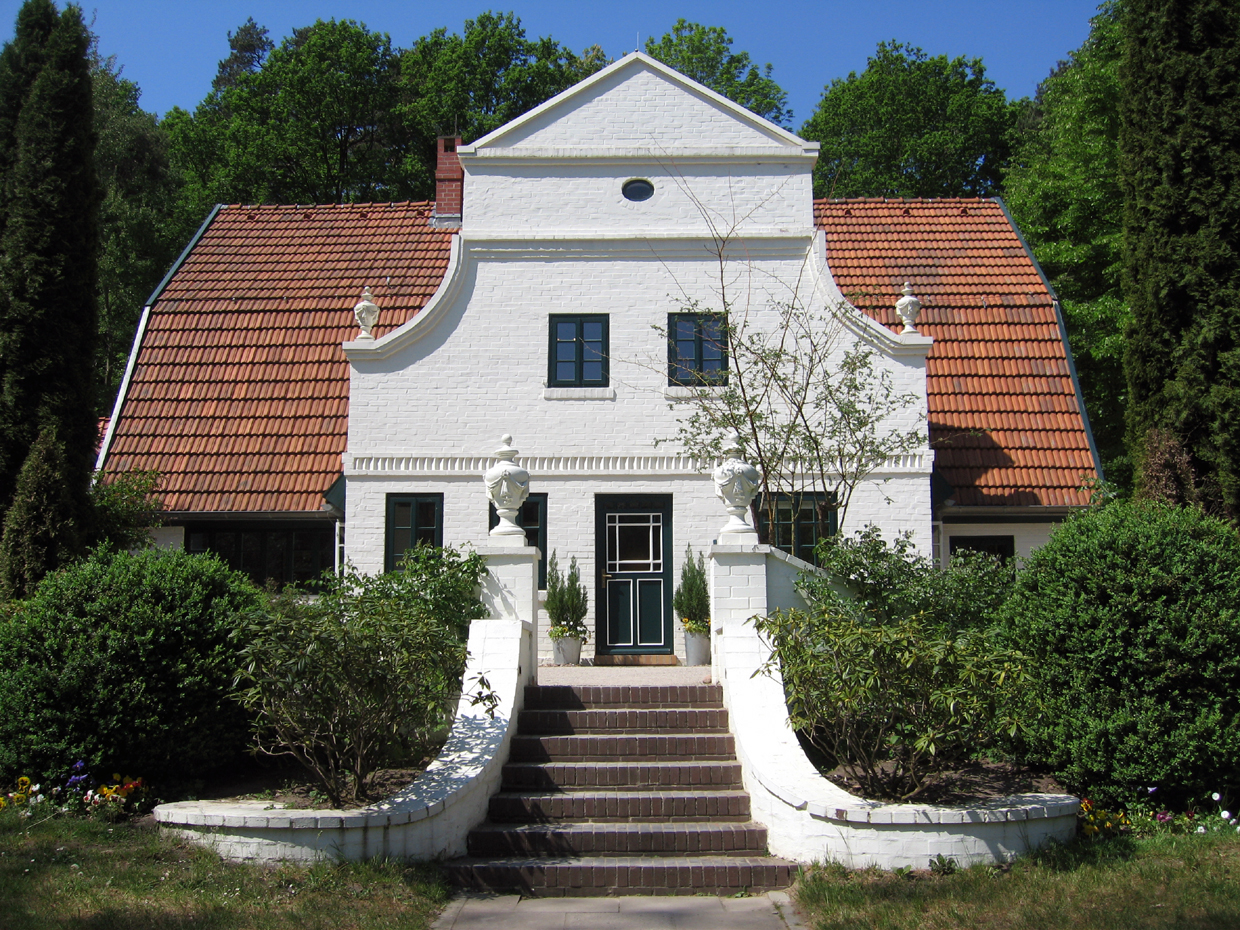
Barkenhoff, där Heinrich Vogeler-Museum ligger sedan 12 december 2004.

Barkenhoff, hans hus i Wolpswede, blev med tiden ett barnhem, men 2004 invigdes ett Heinrich Vogelermuseum i den nyrestaurerade byggnaden.

## Bokutgåvor
- Dir (Gedichte, Leipzig 1899; med egna illustrationer; nyutgiven på Insel, Frankfurt 1987) ISBN 978-3-458-19072-1
  - Diktsamlingen Dir på Gutenberg (tyska)
- Reise durch Russland : die Geburt des neuen Menschen (Dresden : Carl Reissner Verlag, 1925)

### Fotnoter
1. 1 2  Heinrich Johann Vogeler, RKDartists (på engelska), RKDartists-ID: 81602.[källa från Wikidata]
2. 1 2  SNAC, SNAC Ark-ID: w6s7871r, läs online, läst: 9 oktober 2017.[källa från Wikidata]
3. 1 2  Benezit Dictionary of Artists, Oxford University Press, 2006 och 2011, ISBN 978-0-19-977378-7, Benezit-ID: B00192295, läst: 9 oktober 2017.[källa från Wikidata]
4. 1 2 3 4 5 6  abART, abART person-ID: 26893, läst: 1 april 2021.[källa från Wikidata]
5. ↑  läst: 15 maj 2024.[källa från Wikidata]
6. ↑  läs online, www.worpswede-museen.de .[källa från Wikidata]
7. ↑  Kalliope, Kalliope-Verbund-ID (GND): 1035072092, läs online, läst: 8 maj 2022.[källa från Wikidata]
8. ↑  Boktiteln betyder "Resa genom Ryssland: de nya människornas födelse"
9. ↑  Göteborgs konstmuseum